# Ziklag
Koordinaten: 31° 23′ N, 34° 41′ O
Ziklag (Sekela, hebräisch צִקְלַג, altgriechisch Σεκελαγ oder Σικελεγ) ist eine antike Stadt im Süden des heutigen Israel am Rande des Negev. Es wird von den meisten Forschern heute identifiziert mit dem Tell eš-Šerī‘a bzw. Tel Šera‘, etwa 3 km westlich des Ortsrandes von Rahat (Luftlinie, bzw. ca. 10 km Wegstrecke vom Ortskern).

## Geschichte
Ziklag wird in der biblischen Überlieferung sowohl dem Gebiet Judas (Jos 15,31 ) wie auch dem Gebiet Simeons (Jos 19,5 ) zugeordnet. Es gehörte später den Philistern, wurde aber von dem König Achisch dem David als Wohnsitz überlassen (1 Sam 27,6 ), und war seitdem eine Domäne der Könige von Juda.

## Archäologie
Im März 2019 wurde eine 1700 Jahre alte griechische Inschrift bei einer Ausgrabung im Negev gefunden worden, die den ersten archäologischen Beweis für den Namen der Stadt Haluza beinhaltet. Der Name Haluza wird in vielen historischen Quellen erwähnt, aber dies ist der erste archäologische Beweis für den Namen der Stadt, der sich am Ort selbst befindet. Es ist einer der beiden wichtigsten möglichen Orte für die biblische Stadt Ziklag.
Haluza, in der griechische Umschreibung Elusa, wurde am Ende des 4. Jahrhunderts vor Christus als wichtige Station an der Weihrauchstraße, die Petra im heutigen Jordanien nach Gaza führte, gegründet. Auch der Export des Weines, der im Negev-Hochland produziert wurde, führte zu wirtschaftlichem Wohlstand in der gesamten Region. Am Ende des 7. Jahrhunderts, nach der arabischen Eroberung war die Stadt nicht mehr besiedelt.